# Женская сборная Республики Корея по кабадди
Женская национальная сборная Республики Корея по кабадди — представляет Республику Корея на международных соревнованиях по кабадди. Управляющей организацией является Ассоциация кабадди Кореи (англ. Korea Kabaddi Association).

## Результаты выступлений

### Азиатские игры
| Год  | Победы | Ничьи | Поражения | Место |
| ---- | ------ | ----- | --------- | ----- |
| 2010 | 1      | 0     | 2         | 5     |
| 2014 | 0      | 0     | 2         | 5     |
| 2018 | 2      | 0     | 1         | 5     |